# 9-й повітряний корпус (Третій Рейх)
9-й повітряний корпус (нім. IX. Fliegerkorps) — авіаційний корпус Люфтваффе за часів Другої світової війни.

## Історія
9-й повітряний корпус сформований у листопаді 1940 року на основі 9-ї авіаційної дивізії в Єфері. 13 листопада 1944 року корпус перейменований на 9-й авіаційний корпус (винищувальний) (нім. IX. Fliegerkorps (J)), коли командування Люфтваффе активно переформовувало бомбардувальні ескадри та винищувальні. 26 січня 1945 року він перейменований в IX винищувальний повітряний корпус, на який покладалися завдання забезпечення ППО над Німеччиною, замінивши розформований I винищувальний корпус.

## Командування

### Командири
- Генерал авіації Йоахім Келер (нім. Joachim Coeler) (16 жовтня 1940 — 29 грудня 1942)
- Генерал авіації Штефан Фреліх (нім. Stefan Fröhlich) (29 грудня 1942 — 3 вересня 1943)
- Генерал-майор Дітріх Пельтц (нім. Dietrich Peltz) (4 вересня 1943 — 8 травня 1945

## Підпорядкованість корпусу
| Початок       | Завершення    | Об'єднання             |
| ------------- | ------------- | ---------------------- |
| листопад 1940 | червень 1941  | 2-й повітряний флот    |
| червень 1941  | вересень 1944 | 3-й повітряний флот    |
| вересень 1944 | листопад 1944 | Повітряний флот «Рейх» |
| листопад 1944 | січень 1945   | 10-й повітряний флот   |
| січень 1945   | травень 1945  | Повітряний флот «Рейх» |

## Дислокація штабу корпусу
| Початок          | Завершення       | Місто                  |
| ---------------- | ---------------- | ---------------------- |
| листопад 1940    | червень 1941     | Сустерберг             |
| червень 1941     | квітень 1943     | Шуазі-о-Бак/Суассон    |
| квітень 1943     | серпень 1944     | Ле-Кудре-сюр-Тель/Бове |
| серпень 1944     | 1 листопада 1944 | Цербст                 |
| 2 листопада 1944 | січень 1945      | Прага                  |
| 12 лютого 1945   | квітень 1945     | Троєнбрітцен           |
| квітень 1945     | травень 1945     | Мюнхен                 |

## Бойовий склад IX повітряного корпусу
Формування управління, забезпечення та підтримки
- Спеціальний авіаційний підрозділ IX повітряного корпусу (Flugbereitschaft / IX. Fliegerkorps)
- 39-й спеціальний авіаційний загін (Luftnachrichten-Abteilung 39).

- Kampfgeschwader 4 «Генерал Вевер»;
- Kampfgeschwader 40;
- 3.(F)/122-ї розвідувальної авіагрупи (3. (F)/Aufklärungsgruppe 122).

- Kampfgeschwader 4 «Генерал Вевер» (штаб, I. і III. авіагрупи);
- Kampfgeschwader 28 (штаб, I. авіагрупа);
- Kampfgeschwader 26 (III. авіагрупа);
- Kampfgeschwader 30 (штаб, I. і III. авіагрупи, окремі підрозділи);
- Kampfgeschwader 100.

- Kampfgeschwader 2 «Гольцгаммер» (штаб, I. і II. авіагрупи);
- Kampfgeschwader 40 (II. авіагрупа);
- Kampfgeschwader 30 (штаб, I. і III. авіагрупи, окремі підрозділи);
- 506-та авіаційна бойова група (Kampfgruppe 506);
- 100-те навчально-тренувальне авіаційне управління (Erprobungskommando 100).

- Kampfgeschwader 2 «Гольцгаммер» (штаб, I. і II. авіагрупи);
- Kampfgeschwader 40 (II. авіагрупа);
- Kampfgeschwader 6;
- Schnellkampfgeschwader 10 (штаб, I. і II. авіагрупи);
- 10.(S)/Jagdgeschwader 2 «Ріхтгофен»;
- 10.(S)/Jagdgeschwader 54 «Грюнхертц»;
- 506-та авіаційна бойова група;
- 100-те навчально-тренувальне авіаційне управління.

- Kampfgeschwader 2 «Гольцгаммер»;
- Kampfgeschwader 6;
- Kampfgeschwader 30 (штаб, I. і II. авіагрупи);
- Kampfgeschwader 40 (I. авіагрупа);
- Kampfgeschwader 54 (штаб, I. і II. авіагрупи);
- Kampfgeschwader 66 (I. авіагрупа і 4./KG 66);
- Kampfgeschwader 76 (I. авіагрупа);
- Kampfgeschwader 100 (I. авіагрупа);
- Schnellkampfgeschwader 10 (I. авіагрупа).

- Kampfgeschwader 2 «Гольцгаммер»;
- Kampfgeschwader 6;
- Kampfgeschwader 51;
- Kampfgeschwader 54;
- Kampfgeschwader 66;
- 3.(F)/122-ї розвідувальної авіагрупи.

- Kampfgeschwader 2 «Гольцгаммер»;
- Kampfgeschwader 6;
- Kampfgeschwader 30 (штаб і II. авіагрупа);
- Kampfgeschwader 51 (II. авіагрупа);
- Kampfgeschwader 54 (штаб, I. і III. авіагрупи);
- Kampfgeschwader 66 (I. авіагрупа);
- Kampfgeschwader 76 (5./KG 76);
- Lehrgeschwader 1 (штаб, I. і II. авіагрупи);
- Schnellkampfgeschwader 10 (I. авіагрупа).

- Kampfgeschwader 6;
- Kampfgeschwader 27;
- Kampfgeschwader 30;
- Kampfgeschwader 55.